# Flatocerus brachynotus
Flatocerus brachynotus is een rechtvleugelig insect uit de familie doornsprinkhanen (Tetrigidae). De wetenschappelijke naam van deze soort is voor het eerst geldig gepubliceerd in 2008 door Liang, Chen & Chen.